# 原佑
原 佑（はら たすく、1916年7月20日 - 1976年3月14日）は、日本の哲学者、元東京大学教養学部教授。

## 来歴
山梨県生まれ。旧制一高を経て1942年東京帝国大学哲学科卒。戦後、東大教養学部教授。定年前に59歳で死去。カント、ニーチェ、ハイデッガーなどドイツ哲学の研究、翻訳を行い、著書多数。

## 著書
- カント哲学の体系的解釈 東海書房, 1947
- ニーチェ世界観の展望 春秋社, 1950
- 論理学 東京大学出版会, 1952
- 近代から現代へ 世界観的考察 筑摩書房, 1952
- 現代のゆくえ 世界観的考察 筑摩書房, 1955
- ハイデッガー 勁草書房, 1958
- 現代と実存 東京大学出版会, 1960
- 現代思想の流れ 有信堂, 1960 (文化新書)
- 西洋近代現代哲学史 勁草書房, 1960
- 実存主義の思想家たち 神と人間との間 勁草書房, 1962
- 西洋哲学史 勁草書房, 1962
- 哲学と人生 東京大学出版会, 1962 (東大新書)
- 現代の世界観的状況 理想社, 1964
- 現代と実存 東京大学出版会, 1970 (UP選書)
- ドイツ通信 理想社, 1970
- ニーチェ 時代の告発 以文社, 1971
- 現代の反省 東京大学出版会, 1971 (UP選書)

## 共著
- 西洋哲学史 川田熊太郎,山崎正一共著 東京大学出版会, 1955
- 西洋思想の流れ 東京大学出版会, 1964
- 西洋哲学史 新版　山崎正一,井上忠共著 東京大学出版会, 1965

## 翻訳
- 権力への意志 上巻 フリードリヒ・ニーチェ 角川文庫, 1952
- ニーチェ全集 権力への意志 理想社, 1962/ちくま学芸文庫 全2巻, 1993
- ニーチェ全集 第13巻 反キリスト者・ほか 理想社, 1965/ちくま学芸文庫, 1994
- 判断力批判 カント全集 理想社, 1965
- 純粋理性批判 カント全集 理想社, 1966-1973/平凡社ライブラリー, 2005 - 各全3巻（新版は渡邊二郎改訂）
- ニヒリズムの克服 ニーチェ 人文書院, 1967
- 存在と時間 ハイデガー、渡邊二郎共訳「世界の名著」中央公論社, 1971/中公クラシックス 全3巻, 2003
- 生成の無垢 第1巻 ニーチェ 吉沢伝三郎共訳 以文社, 1979/ちくま学芸文庫 全2巻, 1994